# الرابطة الألمانية الأمريكية
```
البوند الأمريكي الألماني
، أو 
الاتحاد الأمريكي
 
(
بالألمانية
: 
Amerikadeutscher Bund; Amerikadeutscher Volksbund, AV
)‏
 
(
بالألمانية
: 
Amerikadeutscher Bund; Amerikadeutscher Volksbund, AV
)‏
، كانت منظمة 
ألمانية أمريكية
 مؤيدة 
للنازية
 تأسست في عام 1936 لخلافة منظمة 
أصدقاء ألمانيا الجديدة
 (FoNG)، الاسم الجديد الذي تم اختياره للتأكيد على أوراق اعتماد المجموعة الأمريكية بعد انتقادات صحفية بأن المنظمة كانت غير وطنية. 
[
2
]
 كان البوند يتألف فقط من 
مواطنين أمريكيين من أصل ألماني
. 
[
3
]
 كان هدفها الرئيسي هو تعزيز وجهة نظر إيجابية عن 
ألمانيا النازية
. 
```

## أصدقاء ألمانيا الجديدة
في مايو 1933، أعطى النائب النازي فوهرر رودولف هيس المهاجرين الألمان وعضو الحزب النازي الألماني هاينز سبانكنبل سلطة تشكيل منظمة نازية أمريكية. بعد ذلك بوقت قصير، وبمساعدة من القنصل الألماني في مدينة نيويورك، أنشأ Spanknöbel منظمة أصدقاء األمانيا الجديدة  خلال دمج منظمتين أقدم في الولايات المتحدة وهما Gau-USA و Society of Teutonia، 

## أنشطة الرابطة

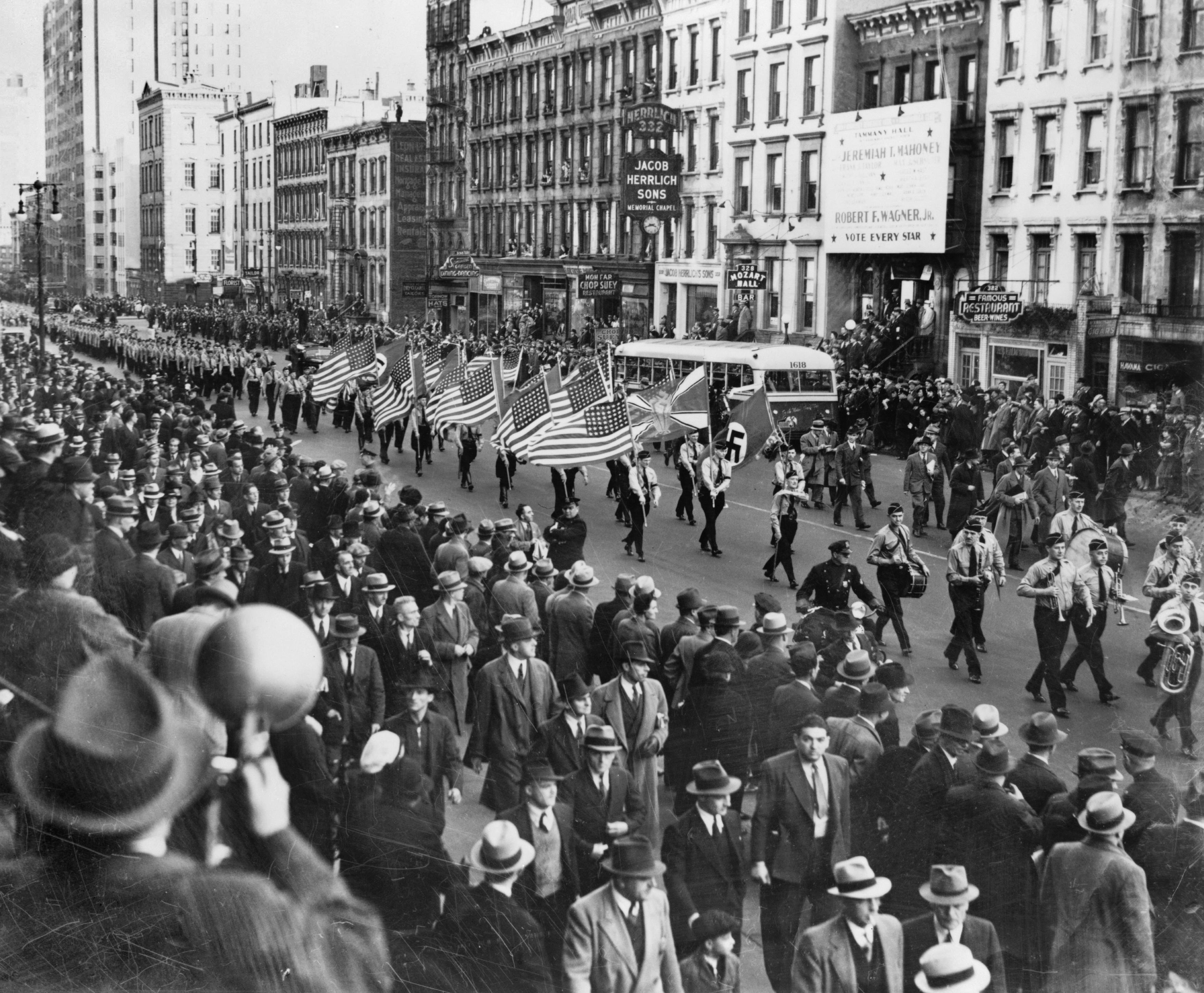
عرض البوند الألماني الأمريكي في شارع إيست 86، مدينة نيويورك، 30 أكتوبر 1939